# Kafula Ngoie
Kafula Ngoie (né le 11 novembre 1945 à l'époque au Congo belge, aujourd'hui en République démocratique du Congo) est un joueur de football international congolais (RDC), qui évoluait au poste de milieu de terrain.

## Biographie

### Carrière en sélection
Avec l'équipe du Zaïre, il joue 8 matchs (pour aucun but inscrit) entre 1972 et 1974. Il figure dans le groupe des sélectionnés lors de la coupe du monde de 1974.
ll participe également aux CAN de 1972 et de 1974.

## Palmarès
Zaïre
- Coupe d'Afrique des nations (1) :
  - Vainqueur : 1974.